# زلینکا
شهر زلینکا (به روسی: Злынка) در کشور روسیه و در اوبلاست بریانسک واقع شده‌است.